# Pel·lícula narrativa
Una pel·lícula narrativa o una pel·lícula de ficció és una pel·lícula que explica una història, esdeveniment o narració de ficció. En aquest estil de pel·lícula, les narracions personatges creïbles ajuden a convèncer el públic que la realitat reveladora és real. La il·luminació i el moviment de la càmera, entre d'altres elements cinemàtics, s'han convertit cada vegada en elements més rellevants dins aquestes pel·lícules. Gran detall esdevé en els guions de les trames, ja que aquestes pel·lícules poques vegades es desvien dels comportaments i línies predeterminades de l'estil clàssic de guió escrit per mantenir un sentit de realisme. Els actors han d'interpretar el diàleg i l'acció d'una manera creïble, per tal de persuadir al públic que la pel·lícula és real.

## General
Probablement, la primera pel·lícula de ficció mai realitzada va ser L'Arroseur Arrosé dels germans Lumière, que va ser projectada per primera vegada al Grand Café Capucines el 28 de desembre de 1895. Un any més tard, el 1896, Alice Guy-Blaché va dirigir la pel·lícula de ficció La fee aux choux. No obstant això, potser la més coneguda de les primeres pel·lícules de ficció és Un viatge a la lluna de Georges Méliès el 1902. La majoria de les pel·lícules prèvies a això havien estat simplement imatges en moviment d'ocurrències quotidianes, com L'Arrivée d'un train en gare de La Ciotat per Auguste i Louis Lumière. Méliès va ser un dels primers directors en avançar la tecnologia cinematogràfica, que va obrir camí a la narrativa com a estil de pel·lícula. Les pel·lícules narratives han arribat tan lluny des de la seva introducció a gèneres cinematogràfics com la comèdia o els Westerns, i es continuen introduint com una forma de categoritzar aquestes pel·lícules.
El cinema narratiu sol contrastar-se amb pel·lícules que presenten informació, com ara un documental sobre la natura, així com algunes pel·lícules experimentals (obres com ara la longitud d'ona (Wavelenght) de Michael Snow, Man with a Movie Camera de Dziga Vertov o les pel·lícules de Chantal Akerman). En alguns casos, les pel·lícules documentals, encara que no de ficció, poden explicar una història. A mesura que evolucionen els gèneres, de la pel·lícula de ficció i documental es va produir un híbrid, "docuficció" (docufiction).
Moltes pel·lícules es basen en ocurrències reals, però aquestes també entren en la categoria de "pel·lícula narrativa" en comptes de documenta, ja que les pel·lícules basades en esdeveniments reals no són simplement imatges de l'ocurrència, sinó que actors i actrius contractats interpreten un paper ajustat, sovint més dramàtic, de l'ocurrència (com ara 21 de Robert Luketic).
A diferència de la ficció literària, que normalment es basa en personatges, situacions i esdeveniments que són totalment imaginaris/ficticis/hipotètics, el cinema sempre té un referent real, anomenat "pro-filmic", que engloba tot el que existeix i fa front a la càmera.
Des de l'aparició de l'estil clàssic de Hollywood a principis del segle xx, durant el qual es van seleccionar pel·lícules a partir de la popularitat del gènere, estrelles, productors i directors implicats, la narrativa, generalment en forma de llargmetratge, ha estat dominant en el cinema comercial i s'ha convertit popularment en sinònim de "les pel·lícules". La realització cinematogràfica i invisible (que sovint s'anomena ficció realista) és fonamental per a aquesta definició popular. Aquest element clau d'aquesta filmació invisible rau en el muntatge de continuïtat.